# Lunga Marcia 8
Il Lunga Marcia 8 (in cinese: 长征八号S, Chángzhēng bāhàoP) è un lanciatore spaziale cinese sviluppato dall'Accademia cinese di tecnica dei lanciatori. È basato sul Lunga Marcia 7, con cui condivide due dei razzi ausiliari e il primo stadio, mentre il secondo stadio è lo stesso del terzo stadio dei lanciatori Lunga Marcia 3A, 3B e 3C.
Una futura variante di questo lanciatore sarà parzialmente riutilizzabile utilizzando un sistema VTVL per il primo stadio e i razzi ausiliari.

## Lista dei lanci
A gennaio 2021 è stato effettuato un unico lancio, che si è concluso con successo.
| № | Data             | Carico      | Sito di lancio | Orbita       | Esito    |
| - | ---------------- | ----------- | -------------- | ------------ | -------- |
| 1 | 22 dicembre 2020 | 5 satelliti | Wenchang       | Eliosincrona | Successo |